# Scopula cinerata
Scopula cinerata là một loài bướm đêm trong họ Geometridae.